# Super Mario Sunshine
Super Mario Sunshine (яп. スーパーマリオサンシャイン Су:па: Марио Сансяин) — видеоигра из серии игр Марио, разработанная Nintendo EAD на платформу Nintendo GameCube. Игра является трёхмерным платформером, как и её предшественник Super Mario 64, выпущенный в 1996 году. Это одна из немногих игр в серии, где сюжет действительно развивается на её протяжении. Игра продалась в размере свыше 5,5 миллионов копий, став одной из самых продаваемых игр на GameCube. Игра является сиквелом игр Super Mario World и Super Mario 64. Super Mario Sunshine была переиздана как часть линейки «Player's Choice» в 2003 году, а также включена в сборник Super Mario 3D All-Stars, вышедший на консоли Nintendo Switch в 2020 году.

## Геймплей
Геймплей схож с предыдущей игрой в серии Super Mario 64. Игрок управляет Марио на открытых локациях, выполняя различные задания и собирая особые предметы. Марио умеет ходить, бегать, прыгать на большую высоту, плавать и опускаться под воду на ограниченное время. По ходу игры Марио встретит робота ЛИВВ (англ. FLUDD, созвучно со словом flood — потоп, наводнение), который позволит Марио использовать воду для атаки или перемещению по уровню. Также Марио может использовать динозавра Йоши для перемещения по уровням.
По сюжету Марио должен собрать 120 блестящих звёзд, разбросанных по нескольким уровням. Чем больше звёзд найдёт игрок, тем больше уровней будет доступно для исследования. Также Марио может найти 240 синих монет, которые можно обменять на звёзды (1 звезда равняется 10 монетам). В определённый момент откроется последний уровень, где Марио должен сразиться с финальным боссом. Игрок не обязан находить все 120 звёзд, но это повлияет на концовку игры. Также в этой игре впервые появляется сын Боузера по имени Боузер Младший.

## Сюжет
Действие игры происходит на тропическом курорте острова Дельфино (англ. Isle Delfino), который населён расами Пианта и Ноки, имеет форму дельфина и состоит из десяти основных локаций. Центральной локацией острова Дельфино выступает Дельфино Плаза (англ. Delfino Plaza), которая является самым большим городом и главным игровым хабом.
Марио вместе с Принцессой Пич, её распорядителем Тоадсвортом и несколькими другими Тоадами отправляется в отпуск на остров Дельфино. После жёсткой посадки самолёта на взлётно-посадочную полосу, герои обнаруживают, что весь остров оказался расписан в граффити, в результате чего объекты в форме солнца под названием «Блестящие спрайты» (англ. Shine Sprites), которые являются источником энергии на острове, исчезли и курорт погрузился в вечную темноту. Чтобы помочь с очисткой взлётной полосы, Марио находит аппарат под названием ЛИВВ (англ. F.L.U.D.D., Flash Liquidizer Ultra Dousing Device), созданный Профессором П. У. Галкиным и представляющее собой мощную водяную пушку, которая выглядит как рюкзак. Марио побеждает гигантское растение-Пиранью и восстанавливает взлётную полосу, но тут же оказывается арестован двумя полицейскими-Пианта, которые обвиняют его в актах вандализма из-за граффити, которыми разрисован весь Остров Дельфино, несмотря на то, что он только что прилетел. Протагониста доставляют в суд, но весь процесс оказывается пародией на правосудие, так как судья сразу же выносит вердикт, что Марио виновен и в качестве наказания должен очистить остров от граффити и восстановить Блестящие спрайты, несмотря на протест Принцессы Пич о ходе слушания. Также ему запрещается покидать пределы острова, пока он не завершит работу. На следующий день, после ночи проведённой в камере, Марио приступает к работе, стремясь восстановить свою репутацию и найти настоящего преступника, в то же время восстанавливая покой и порядок на острове Дельфино.
Злоумышленника, который разрисовал остров в граффити зовут Теневым Марио, поскольку он был замечен в виде смутной фигуры, которая напоминает Марио. У Теневого Марио есть волшебная кисть, которую он использует для того, чтобы создавать граффити и порталы, ведущие в другие части Острова Дельфино. Когда Теневой Марио похищает Принцессу Пич, протагонист следует за ними в Парк Пинна, луна-парк Острова Дельфино. Добравшись до места, Марио встречает Меха Боузера: гигантского робота в форме Боузера, который стреляет Билл-пулями и управляется Теневым Марио. Марио побеждает Меха Боузера, отстреливаясь водяными ракетами во время езды на американских горках. После этого оказывается, что личностью, скрывающейся за Теневым Марио был сын Боузера, Боузер Младший. Как и ЛИВВ, волшебная кисть Боузера Младшего была сделана профессором П. У. Галкиным. Антагонист собирает из остатков Меха Боузера воздушный шар и снова сбегает вместе с Принцессой Пич, поскольку Боузер рассказал сыну, что принцесса является его матерью. Сам Боузер отправился на вулкан под названием Гора Корона, где намеревался провести отпуск со своей семьёй. После того как Марио побеждает Боузера Младшего на всех девяти областях острова, на Дельфино Плаза наступает наводнение, в результате чего открывается пещера, которая ведёт к Горе Корона. Марио входит в вулкан и после того как он преодолевает внутреннюю пещеру, он обнаруживает Боузера и Боузера Младшего сидящих в джакузи в небе. Марио побеждает, перевернув ванну и таким образом спасает принцессу. Боузер и его сын падают, но приземляются на платформу в океане, тогда как Марио и Принцесса Пич спускаются на маленький остров, однако в результате посадки ЛИВВ оказывается повреждён. Энергия Блестящих Ворот восстанавливается и Тоады чинят ЛИВВ. Марио, принцесса и остальные продолжают свой прерванный отпуск. В то же время, Боузер признаётся сыну, что Принцесса Пич на самом деле не является его матерью, на что Боузер Младший отвечает, что он уже это знает и что он бы хотел сразиться с Марио снова, когда подрастёт.

## Разработка
Nintendo занималась созданием сиквела к Super Mario 64 в течение нескольких лет. За это время компания отменила два проекта: Super Mario 64 2 и Super Mario 128, которые разрабатывались в качестве прямого продолжения изначальной игры. Super Mario Sunshine была впервые представлена на Nintendo Space World 2001, после чего игру снова показали на выставке E3 2002.
Super Mario Sunshine стала дебютом геймдизайнера Ёсиаки Коидзуми в качестве главного руководителя: до этого Коидзуми в течение 10 лет работал в качестве младшего сотрудника на различных игровых проектах. В интервью о процессе разработки Super Mario Sunshine, Коидзуми вместе с Кэнтой Усуи и продюсером Такаси Тэдзукой рассказал что разработка игры началась с идеи об игровом процессе, который бы использовал водяной насос. Поначалу разработчики посчитали, что создаваемый ими мир выглядит радикально и не подходит для Марио. После команда попыталась ввести в игру человекоподобного персонажа, но в дальнейшем они пришли к мнению, что это выглядело странно и «как если бы существовал человек, который следовал за Марио, что придавало чувство неуместности». Среди вариантов водяных насосов, разработчики выбирали между десятью типами, но в результате остановились именно на ЛИВВ, так как он наиболее хорошо вписывался в игровой процесс, несмотря на то, что не являлся одним из фаворитов у команды. Кроме того, разработчики рассказали что также им пришлось отказаться некоторых способностей Йоши, например, возможности плеваться водой, которую он до этого пил.
Композиторами Super Mario Sunshine выступили Кодзи Кондо и Синобу Танака. Саундтрек включает различные аранжировки классических игр про Марио, включая подземную тему и музыку основного уровня из Super Mario Bros.

## Оценки и мнения
| Сводный рейтинг | Сводный рейтинг |
| Агрегатор       | Оценка          |
| --------------- | --------------- |
| GameRankings    | 91,50 %         |

Super Mario Sunshine была положительно принята игровыми журналистами. Рецензент с IGN похвалил разработчиков за добавление рюкзака-насоса, который разнообразил игровой процесс, а обозреватель с GameSpy отметил «большое количество движений, которые доступны персонажу и красивые локации». Игра получила наивысшую оценку от журнала Nintendo Power, в рецензии которого отмечалось что у игры «потрясающая графика, превосходная музыка, умный дизайн уровней, смешные катсцены и изобретательные головоломки».
Журналист GamePro также дал Super Mario Sunshine наивысший балл, заявив что игра является «шедевром игрового дизайна, обладает бесконечной вариацией геймплея, изобретательностью и жизнью». Американский журнал Game Informer посчитал, что проект вероятно является «лучшей игрой о Марио на текущий момент». Издание Computer and Video Games также отметило, что игра «лучше, чем Super Mario 64». В списке «100 лучших игр Nintendo за всё время» журнала Official Nintendo Magazine, Super Mario Sunshine заняла 46-ю позицию. Критик с сайта Allgame высказался об игре менее восторженно: «За те 6 лет, прошедших между выпусками Super Mario 64 и Super Mario Sunshine, игры в жанре платформеров приобрели черты большей эпичности, большей интерактивности и большей красоты. При этом, центральный элементы игры — сбор предметов в мире, поделённом на секторы остался неизменным. Поэтому Super Mario Sunshine вызывает легкое разочарование тем, что игра не сумела встряхнуть жанр большим количеством новых идей за исключением нововведений, которые и ожидались от сиквела».
Часть рецензентов отрицательно восприняла некоторые аспекты игры. Так, обозреватель GameSpot Джефф Герстманн раскритиковал проект за различные элементы, включая ЛИВВ (рюкзак-насос) и Йоши, назвав их «пустыми трюками». Он также пожаловался о движениях камеры и посчитал, что игра выглядит незавершённой и сделанной впопыхах. Аналогичный аргумент высказал рецензент Мэтт Уэльс из Computer and Video Games.

## Продажи
Super Mario Sunshine разошлась тиражом в 400 000 экземпляров в Японии в течение 4 дней после выхода. В США за первые 10 дней с момента выпуска, было продано 350 000 коробок с игрой, что превзошло начальные продажи таких проектов как Grand Theft Auto III на PlayStation 2, Halo на Xbox, а также собственную игру Nintendo, Super Mario 64 и стимулировало продажи GameCube. Кроме того, за первую неделю, в Европе было продано 175 000 копий игры. К октябрю 2002 года, продажи в Японии составили 624 240 экземпляров. Согласно отчёту компании NPD Group, Super Mario Sunshine стала десятой в списке списке бестселлеров 2002 года в США. Игра была выпущена в серии «Player’s Choice», где по сниженной цене переиздавались игры с большими продажами. К июлю 2006 года, только на территории США было продано 2,5 миллиона копий и игра выручила 85 миллионов долларов. Журнал Next Generation поместил Super Mario Sunshine на девятое место среди наиболее продаваемых игр для консолей PlayStation 2, Xbox и GameCube, выпущенных между январём 2000 года и июлем 2006 в США. К июню 2006 года, по всему миру было продано 5,5 миллионов коробок с игрой.
Согласно заявлению генерального директора Nintendo Иваты Сатору, сделанному на пресс-конференции спустя год после выхода Super Mario Sunshine, продажи игры не оправдали ожиданий компании.